# Luis Muriel y Amador
Luis Muriel y Amador (Granada, 1825-Madrid, 1877) fue un pintor escenógrafo español.

## Biografía
Nacido el 9 de mayo de 1825 en Granada, estudió inicialmente arquitectura, estudios que sin embargo cambió pronto por la pintura y en esta por el género escenográfico, en el que José Llop fue su maestro.
En el teatro del Instituto, donde empezó a trabajar en 1848, realizó las decoraciones de El gabán del rey, Embajador y hechicero y La alquería de Bretaña. En el teatro Real, muchas de sus primeras decoraciones, pintadas junto a Lucini, y en el teatro de la calle de Jovellanos el telón de boca, las primeras decoraciones del mismo y de muchas obras, entre ellas las de la zarzuela Los magyares, Catalina y El planeta Venus. En el teatro del Circo fue autor del techo estrenado en 1864 y de muchas decoraciones, entre ellas las de las obras El grumete, Juan el Correo, La sombra de Torquemada, La isla de los Portentos y La pata de cabra. En el teatro Variedades fue responsable de las decoraciones de El joven Telémaco, en el Novedades de parte de la pintura del salón, del nuevo telón de embocadura y de un número significativo de decoraciones, entre ellas las de las comedias Batalla de diablos, Desde Ceres a Flora, La verdad y la mentira y El redentor del mundo. También fue responsable de las decoraciones de obras como Hermenegildo, La monja alférez, El mágico prodigioso, Juana, Juanita y Juanilla, El hidalguillo de Ronda, El sueño de la vida, Pepe Hillo, La paloma azul, El rey Midas, Genoveva de Brabante, Potosí submarino, Las nueve de la noche y La marsellesa. Falleció el 21 de noviembre de 1877 en Madrid.